# Proppo (plaats)
Proppo is een bestuurslaag in het regentschap Pamekasan van de provincie Oost-Java, Indonesië. Proppo telt 1809 inwoners (volkstelling 2010).